# Chiesa della Madonna della Neve e San Massimo
La chiesa della Madonna della Neve e San Massimo è la parrocchiale di Agliè, in città metropolitana di Torino e diocesi di Ivrea; fa parte della vicaria Rivarolese. 

## Storia
L'originaria parrocchiale alladiese, dedicata alla Beata Vergine dell'Annunciazione, sorse nel Cinquecento.
Tuttavia, già nel secolo successivo questo edificio versava in cattive condizioni, tanto che fu necessario eseguire un importante intervento di ripristino, promosso da Filippo San Martino di Agliè.
All'inizio del Settecento, però, la struttura era nuovamente pericolante e nel 1724 gli architetti Costanzo Michela di Agliè e Carlo Cappellaro vennero incaricati di studiare i disegni per il suo rifacimento. A causa, però, della lentezza dei lavori, il duca del Chiablese Benedetto di Savoia intervenne personalmente, provvedendo alla realizzazione del nuovo luogo di culto in cambio della cessione della vecchia chiesa e del terreno necessario per la formazione della nuova piazza antistante il castello.
Il progetto fu riaffidato a Ignazio Renato Birago di Borgaro e tra il 1771 e il 1773 la parrocchiale fu ricostruita ex novo; la consacrazione venne impartita il 14 settembre 1777.

## Descrizione

### Esterno
La facciata della chiesa, rivolta a sudest, presenta centralmente, in posizione rientrante, il portale d'ingresso e una finestra a lunetta inscritti in un ampio arco a tutto sesto ed è scandita da lesene sorreggenti il timpano triangolare dentellato.
Annesso alla parrocchiale è il campanile a base quadrata, la cui cella presenta su ogni lato una monofora affiancata da lesene ed è sormontata da una lanterna coronata dal cupolino.

### Interno
L'interno dell'edificio si compone di un'unica navata, sulla quale si affacciano le cappelle laterali, introdotte da archi a tutto sesto, e le cui pareti sono scandite da lesene terminanti con capitelli compositi e sorreggenti la trabeazione modanata e aggettante sopra la quale si imposta la volte; al termine dell'aula, rialzato di alcuni gradini, delimitato da balaustre e chiuso dall'abside di forma semicircolare.
Qui sono conservate diverse opere di pregio, la maggiore delle quali è la pala raffigurante la Madonna con il Bambino Gesù e angeli.